# Dívka na mostě
Dívka na mostě (v originále La Fille sur le pont) je francouzský hraný film z roku 1999, který režíroval Patrice Leconte.

## Děj
Adèle je mladá dívka, která je velmi nešťastná. Jednoho večera, když se chystá skočit z pařížského mostu, k ní přistoupí cizinec. Gabor, profesionální vrhač nožů, jí nabídne, aby se stala jeho partnerkou, protože si tak málo váží života. Adèle se vrhá do vody a za ní Gabor, který ji zachrání. Nakonec přijme Gaborovu nabídku a znovu získá chuť do života, poháněna neuvěřitelným štěstím, které, jak se zdá, Adèle a Gabora spojuje. Společně vyprodávají hudební sály a kasina po celé Evropě. Ale Adèle svého partnera nakonec opustí s mladým Řekem ženichem na palubě záchranného člunu z výletní lodi, kde vystupovali. Romantika ale trvá jen chvíli a Adèle je odvezena na vojenskou základnu. Gabor najde novou partnerku, kterou ale během vystoupení poraní. Přistane v Istanbulu, postupně se propadá do chudoby a toulá se bezcílně městem, kde ho srazí nákladní auto. Propuštěn z nemocnice ve špatném stavu se rozhodne ukončit svůj život skokem z mostu. V osudný okamžik se objeví Adèle a slíbí si, že se už nerozdělí.

## Obsazení
| Vanessa Paradis              | Adèle             |
| Daniel Auteuil               | Gabor             |
| Frédéric Pfluger             | hadí muž          |
| Demetre Georgalas            | Takis             |
| Catherine Lascault           | Irène             |
| Isabelle Petit-Jacques       | nevěsta           |
| Mireille Mossé               | žena s pamětí     |
| Didier Lemoine               | průvodčí v TGV    |
| Bertie Cortez                | Kusak             |
| Stéphane Metzger             | italský číšník    |
| Claude Aufaure               | sebevrah          |
| Farouk Bermouga              | číšník v TGV      |
| Nicolas Donato               | pan Loyal         |
| Enzo Etoyko                  | muž s megafonem   |
| Giorgios Gatzios             | Barker            |
| Pierre-François Martin-Laval | hasič             |
| Franck Monsigny              | stážista          |
| Boris Napes                  | barman            |
| Luc Palun                    | ředitel divadla   |
| Jacques Philipson            | muž v tričku      |
| Jean-Paul Rouvray            | hasič             |
| Philippe Sire                | recepční v hotelu |
| Natasha Solignac             | zdravotní sestra  |
| Isabelle Spade               | žena v kasinu     |
| Jacques Vertan               | klaun             |
| Bruno Villien                | hráč v kasinu     |

### Ocenění
- César: nejlepší herec (Daniel Auteuil); nominace v kategoriích nejlepší film, nejlepší režie (Patrice Leconte), nejlepší herečka (Vanessa Paradis), nejlepší kamera (Jean-Marie Dreujou), nejlepší střih (Joëlle Hache), nejlepší scénář (Serge Frydman), nejlepší zvuk (Paul Lainé a Dominique Hennequin)
- Cena diváků na festivalu Cinemania v Montréalu
- Cena Dona Quijota na festivalu v Karlových Varech
- Las Vegas Film Critics Society Awards: nejlepší zahraniční film
- Zlatý glóbus: nominace na nejlepší cizojazyčný film
- BAFTA: nominace na nejlepší cizojazyčný film
- Chicago Film Critics Association Awards: nominace na nejlepší cizojazyčný film
- Robert Festival v Kodani: nominace na nejlepší cizojazyčný film
- Nominace na Křišťálový glóbus pro Patrice Leconteho na filmovém festivalu v Karlových Varech

## Natáčení
Film se natáčel v Paříži, Alpes-Maritimes (Juan-les-Pins, Beaulieu-sur-Mer, Breil-sur-Roya), v Essonne (Saint-Germain-lès-Arpajon), v Monaku, v Řecku, v Aténách, v Turecku, v Istanbulu.